# سي ان ثلاثي الأبعاد
سي ان ثلاثي الأبعاد أو سي ان تري دي (بالإنجليزية: Cn3D)‏ هي نافذة أنشأتها ماكنتوش واليونكس-بيزد للبرمجة من مكتبة الولايات المتحدة الوطنية للطبالمكتبة الوطنية لعلم الطب يعمل كمساعد لمتصفحات الويب لعرض هياكل ثلاثية الأبعاد من المركز الوطني لمعلومات التقانة الحيوية وأنتريه انها «يعرض الهيكل ثلاثي الابعاد وتسلسل الاحماض وانتظامها في نفس الوقت، والان لديه حاشية وخاصية تعديل انتظام الاحماض» س ن ثلاثي الابعاد في المجال العام مع شفرة المصدر المتاحة.

## روابط خارجية
Cn3D Home Page
source code tarball of NCBI tools++ which includes Cn3D